# داینر

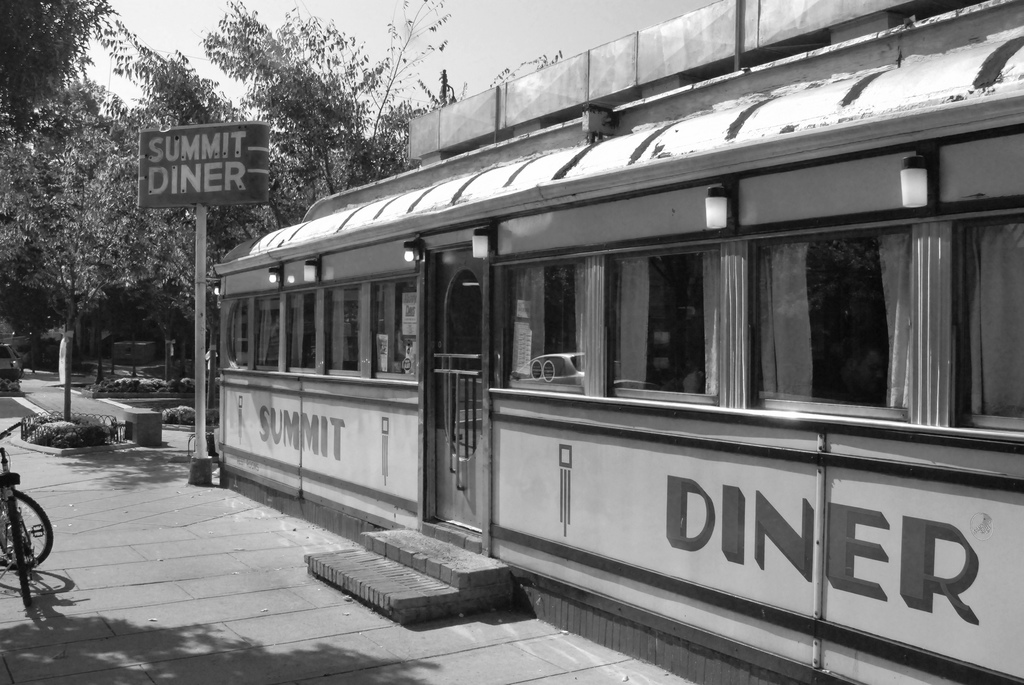
داینر سامیت، نیوجرسی، ساخته شده در سال ۱۹۳۸.

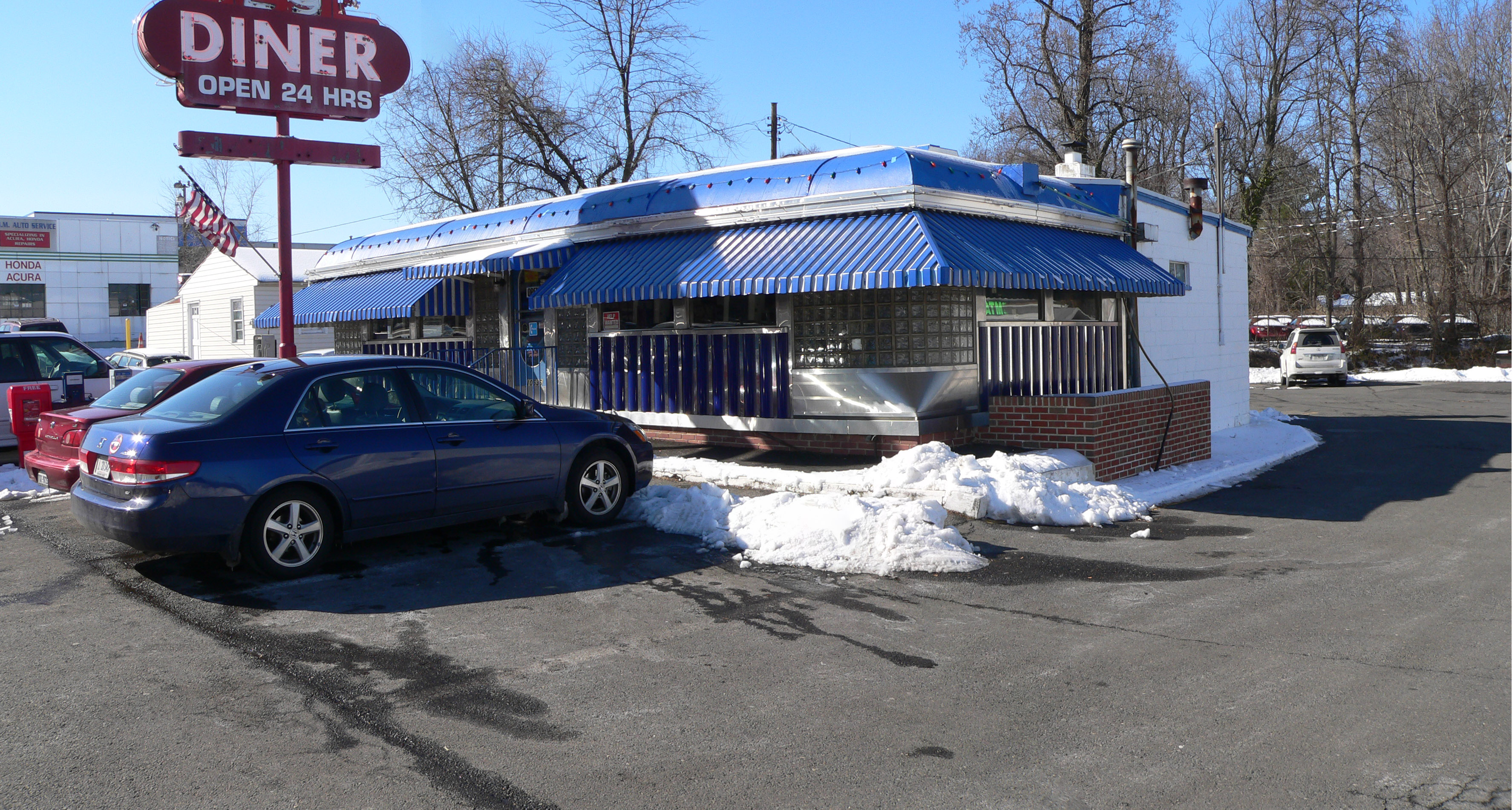
۲۹ داینر در فرفکس ویرجینیا.

داینر (diner؛ در لغت به معنی رستوران‌های خیلی کوچک و خودمانی و همچنین کسی که شام یا ناهار می‌خورد) نوعی رستوران فست فود است که در ایالت‌های شمال شرقی آمریکا رواج دارد. همچنین ایالت‌های مرکزی این کشور و نیز کانادا و اروپای غربی هم رستوران‌های داینر دارند. رستوران‌های داینر ۲۴ ساعته باز هستند و به‌ویژه در محل‌های پر رفت‌وآمد شهری و در جاهایی مثل کارخانه‌ها که شیفت شب دارند، رستوران‌های داینر فعالند. کسانی که تفریحات شبانه می‌روند، برای خوردن شام دیروقت به رستوران‌های داینر متکی هستند.
از دهۀ ۱۹۲۰ تا دهه ۱۹۴۰، رستورانهای داینر به صورت خانه سیار در محل کارخانه‌ها ساخته می‌شدند. در طول تاریخ، داینرها کسب و کارهای کوچک محسوب می‌شدند که توسط مالک اداره می‌شدند.
در رستورانهای داینر، به‌طور معمول غذای آمریکایی مانند همبرگر، سیب زمینی سرخ کرده و ساندویچ کلاب و دیگر غذاهای ساده و سریع و ارزان قیمت ارائه می‌شوند. برخی از طرفداران خودروها (ماشین بازها) علاقه زیادی به رفتن به داینرها به صورت گروهی دارند.